# نظمیه اورال
نظمیه اورال (انگلیسی: Nazmiye Oral؛ زادهٔ ۱۹۶۹ (۵۵–۵۶ سال)) بازیگر، رمان‌نویس و نویسنده اهل پادشاهی هلند است. او برنده جایزه گوساله طلایی برای بهترین بازیگری در درام تلویزیونی شده است.